# Rudolf Rittmeyer
Rudolf Rittmeyer (* 27. September 1850 in Braunschweig; † 28. Februar 1914 in Hannover) war ein deutscher Marineoffizier, zuletzt Konteradmiral der Kaiserlichen Marine.

## Leben
Rudolf Rittmeyer verließ Weihnachten 1865 das Gymnasium in seiner Heimatstadt und trat am 21. April 1866 in die Preußische Marine ein. Am 21. Dezember 1873 erhielt er das Patent zum Leutnant zur See und war 1878 Abteilungsoffizier der Schiffsjungen-Abteilung in Friedrichsort. Mit Patent zum 14. Mai 1878 wurde er zum Kapitänleutnant befördert und war 1880 in den I. Coetus an die Marineakademie und Schule kommandiert.
Als Kapitänleutnant wurde er im September 1883 Kommandant der Loreley, welche auf der Mittelmeerstation eingesetzt war. In dieser Position wurde Rittmeyer zum Korvettenkapitän (Beförderung am 19. März 1885) befördert und gab das Kommando im September 1885 ab. Am 3. November 1885 wurde er zum Kommandeur der II. Matrosenartillerie-Abteilung in Wilhelmshaven ernannt. Er war zusätzlich noch Vorstand des Torpedo- bzw. Minendepots zu Wilhelmshaven. Im Oktober 1888 übernahm er das Kommando über die Habicht. Im Oktober 1889 wurde er abgelöst und wurde Direktionsoffizier an der Marineakademie- und -schule in Kiel. Am 2. April 1891 wurde Rittmeyer zum Kapitän zur See befördert.
Am 23. Januar 1892 übernahm er von Alfred Tirpitz die Geschäfte des Präses des Kasinovorstandes. Für zwei erneuten Indienststellungen der Stosch (April bis September 1892 und Mai 1893 bis April 1894, u. a. mit große Kreuzfahrt nach Westindien), welche als Schulschiff für die jährlichen Flottenmanöver eingesetzt wurde, war er deren Kommandant. Zwischenzeitlich war er als Lehrer an die Marineakademie kommandiert.
Von Juni 1894 bis Anfang September 1894 war er Kommandant der Kurfürst Friedrich Wilhelm. Vom 28. August 1894 bis 24. September 1894 wurden ohne eine formelle Indienststellung unter seinem Kommando Fahrten mit dem Linienschiff Weißenburg durchgeführt. Anschließend war er bis Oktober 1895 Kommandant der Sachsen zum Kommandeur der I. Werft-Division in Kiel.
Zum 13. April 1896 wurde er mit der Verleihung des Charakters als Konteradmiral zur Disposition gestellt.
Nach seinem Ausscheiden aus der Marine verfasste er mehrere Abhandlungen und eine Buchserie zum Seekrieg in zwei Bänden.
1909 bezog er einen Villenneubau in der Brandestraße 17 in Hannover-Waldhausen, der heute unter Denkmalschutz steht. Den Giebel zieren maritime Stuckmotive.

## Auszeichnungen (Auswahl)
- Medjidie-Orden 3. Klasse (Verleihung 18. Juli 1885)[14]
- Königlichen Kronen-Orden 3. Klasse (Verleihung 18. Januar 1891)[15]
- Kaiserlich Russischer St.-Annen-Orden 2. Klasse (Verleihung 17. Oktober 1892)[16]
- Roten Adlerorden 3. Klasse mit der Schleife (Verleihung 15. Januar 1893)[17]
- Kommandeurkreuzes 2. Klasse des Königlich Schwedischen Schwert-Ordens (Verleihung 21. Juli 1893)[18]
- Kommandeurkreuzes des Kaiserlich Japanischen Ordens des heiligen Schatzes (Verleihung 23. Oktober 1893)[19]
- Komturkreuz zweiter Klasse des Königlich Sächsischen Albrechts-Ordens (Verleihung 21. September 1895)[20]
- Offizierkreuz des Französischen Ordens der Ehrenlegion (Verleihung 21. Oktober 1895)[21]
- Königlichen Kronen-Orden 2. Klasse (Verleihung 31. Dezember 1895)[22]

## Werke (Auswahl)
- Seekriege und Seekriegswesen in ihrer weltgeschichtlichen Entwicklung. Band 1, Mittler und Sohn, Berlin, 1907.
- Seekriege und Seekriegswesen in ihrer weltgeschichtlichen Entwicklung. Band 2, Mittler und Sohn, Berlin, 1911.